# Philippines aux Jeux olympiques d'été de 2024
Les Philippines participent aux Jeux olympiques d'été de 2024 à Paris en France. Il s’agit de leur 23e participation à des Jeux olympiques d'été.  
Les Philippines espèrent qualifier au moins autant d'athlètes que pour l'édition précédente, soit une vingtaine.
Les boxeurs Nesthy Petecio et Carlo Paalam sont nommés porte-drapeau de la délégation pour la cérémonie d'ouverture. Carlos Yulo et Aira Villegas sont désignés porte-drapeau pour la cérémonie de clôture des jeux.

## Athlètes engagés

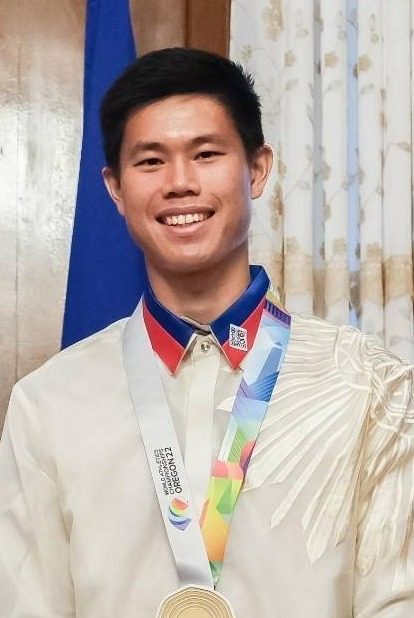
EJ Obiena détient le record d'Asie de saut à la perche avec 6,00 m

Le perchiste Ernest Obiena est le premier à décrocher son billet pour Paris.
| Sport         | Hommes | Femmes | Total |
| ------------- | ------ | ------ | ----- |
| Athlétisme    | 2      | 1      | 3     |
| Aviron        | 0      | 1      | 1     |
| Boxe          | 2      | 3      | 5     |
| Escrime       | 0      | 1      | 1     |
| Golf          | 0      | 2      | 2     |
| Gymnastique   | 1      | 3      | 4     |
| Haltérophilie | 1      | 2      | 3     |
| Judo          | 0      | 1      | 1     |
| Natation      | 1      | 1      | 2     |
| Total         | 7      | 15     | 22    |

## Chances de médailles
Les philippins souhaitent faire aussi bien qu'à Tokyo, édition la plus prolifique du pays avec quatre médailles. Avant les jeux de Tokyo le pays était à 10 médailles en 21 participations soit une moyenne de 0,5 médailles par jeux, avec une meilleure performance aux jeux de Los Angeles de 1932 (3 médailles).
Paris 2024 confirme les bonnes performances des athlètes philippins, dans la continuité de Tokyo 2020, avec un titre gagné par Carlos Yulo en gymnastique dès la fin de première semaine et déjà deux médailles assurées en boxe féminine avec les qualifications en demi-finales d'Aira Villegas et de Nesthy Petecio.

### Médaillés
| Sport       | Discipline     | Athlète(s)  | Performance | Date   |
| ----------- | -------------- | ----------- | ----------- | ------ |
| Gymnastique | Sol            | Carlos Yulo | 15,000      | 3 août |
| Gymnastique | Saut de cheval | Carlos Yulo | 15,166      | 4 août |

| Sport | Discipline                    | Athlète(s)     | Performance | Date   |
| ----- | ----------------------------- | -------------- | ----------- | ------ |
| Boxe  | Poids mouches femmes (-50 kg) | Aira Villegas  | 0-5         | 6 août |
| Boxe  | Poids plumes femmes (-57 kg)  | nesthy Petecio | 1-4         | 7 août |

## Résultats

### Athlétisme
Ernest Obiena est le premier athlète à s'être qualifié pour ces Jeux en passant 5,82 m à Stockholm le 2 juillet 2023.
| Athlète       | Épreuve                   | Qualification | Qualification | Finale      | Finale |
| Athlète       | Épreuve                   | Performance   | Rang          | Performance | Rang   |
| ------------- | ------------------------- | ------------- | ------------- | ----------- | ------ |
| Ernest Obiena | Saut à la perche masculin | 1,75 m        | Q             | 5,90 m      | 4      |

| Athlète               | Épreuve             | 1er tour | 1er tour | Demi-finale | Demi-finale | Finale   | Finale   |
| Athlète               | Épreuve             | Temps    | Rang     | Temps       | Rang        | Temps    | Rang     |
| --------------------- | ------------------- | -------- | -------- | ----------- | ----------- | -------- | -------- |
| John Cabang Tolentino | 110 m haies hommes  | 13,66    | 32       | Abandon     | -           | Eliminé  | Eliminé  |
| Lauren Hoffman        | 400 m haies féminin | 57,83    | 37       | 58,20       | 20          | Eliminée | Eliminée |

### Aviron

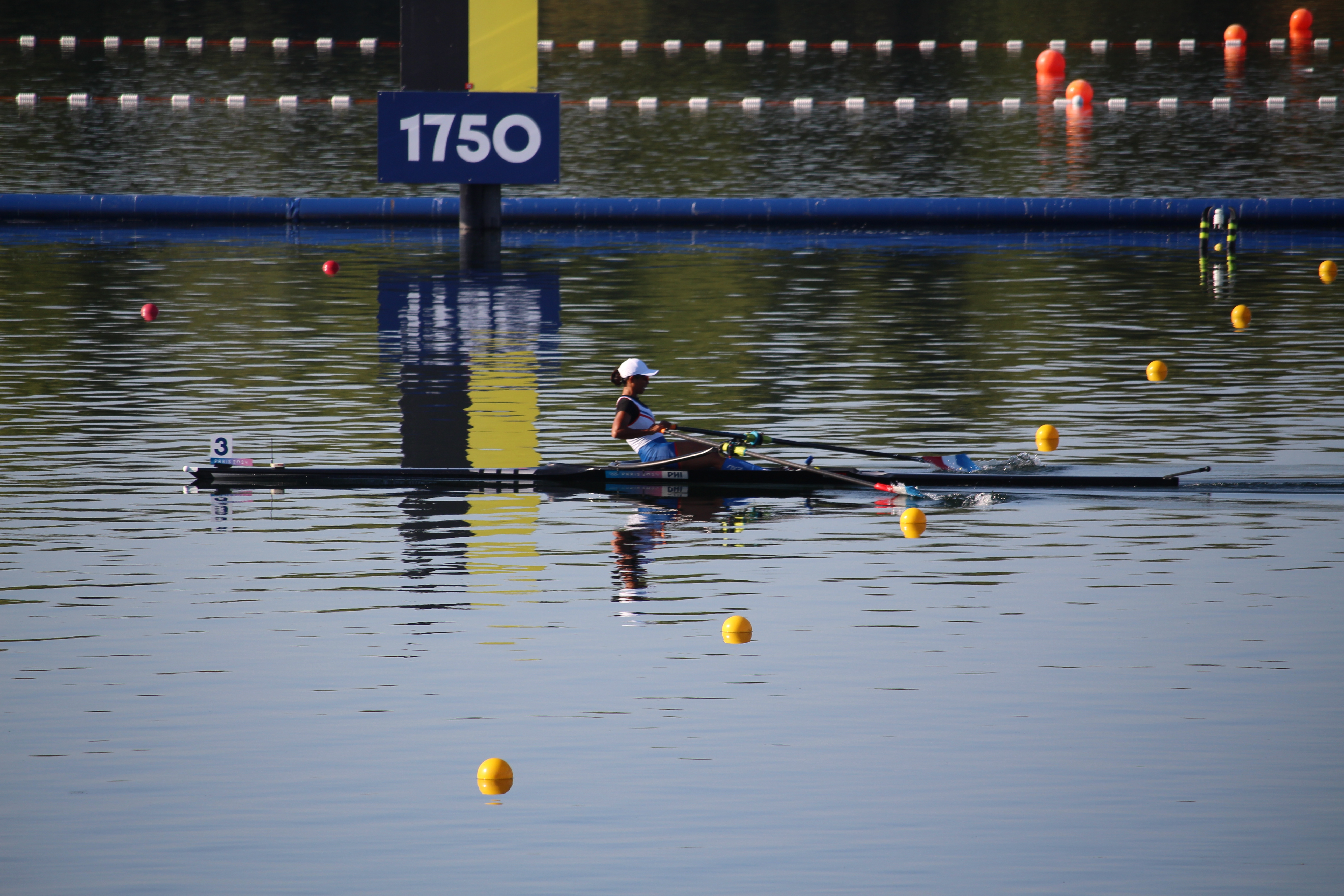
Joanie Delgaco

Joanie Delgaco est la première rameuse philippine à se qualifier pour les Jeux olympiques en décrochant sa place aux Jeux de Paris à l'issue de la régate de qualification continentale Asie/Océanie d'aviron.
Après avoir raté une place en quart de finale, la rameuse philippine a tout de même gagné sa place au prochain tour en remportant le repêchage pour poursuivre sa campagne aux Jeux olympiques de Paris.
La rameuse philippine sort le grand jeu dans la seconde moitié de sa dernière course en réalisant son meilleur temps pour terminer sa campagne aux Jeux olympiques de Paris sur une note positive.
| Athlète        | Compétition  | Série   | Série | Repêchages | Repêchages | Quarts de finale | Quarts de finale | Demi-finale | Demi-finale | Finale  | Finale |
| Athlète        | Compétition  | Temps   | Rang  | Temps      | Rang       | Temps            | Rang             | Temps       | Rang        | Temps   | Rang   |
| -------------- | ------------ | ------- | ----- | ---------- | ---------- | ---------------- | ---------------- | ----------- | ----------- | ------- | ------ |
| Joanie Delgaco | Skiff femmes | 7:46.26 | 4 (R) | 7:55.00    | 1 (QF)     | 7:58.30          | 6 SC/D           | 8.00.18     | 5 FD        | 7:43:53 | 20     |

### Boxe

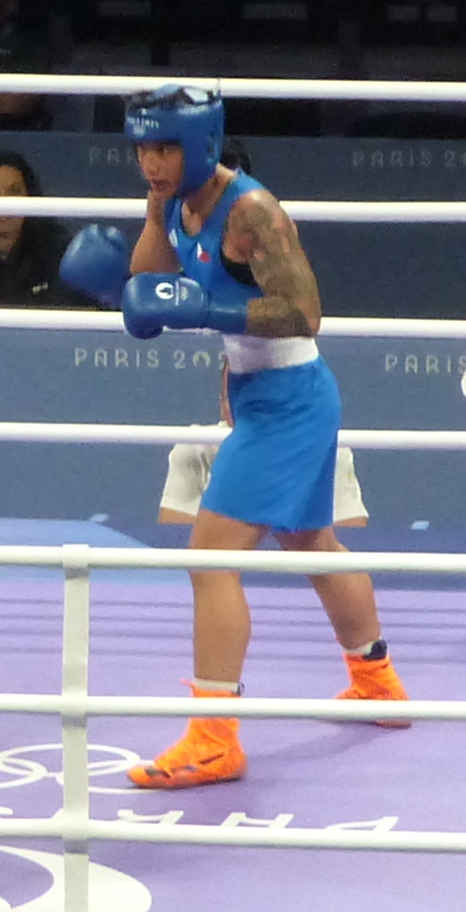
Hergie Bacyadan

Avec Bacyadan et Paalam rejoignant Eumir Marcial, Nesthy Petecio et Aira Villegas, les Philippines disposeront de leur plus grande délégation de boxe depuis les Jeux d'Atlanta en 1996.
Les attentes de médailles sont élevées pour l’équipe de boxe philippine, surtout après que Petecio et Paalam ont chacun décroché une médaille d’argent et que Marcial a décroché une médaille de bronze lors des précédents Jeux olympiques de Tokyo.
Nesthy Petecio domine les deux derniers rounds pour se débarrasser de la boxeuse française Amina Zidani et se qualifier pour les quarts de finale. Elle n'a pas réussi à remporter la première médaille d'or olympique de boxe des Philippines, mais elle a tout de même marqué l'histoire en devenant la première boxeuse philippine à remporter plusieurs médailles olympiques en décrochant le bronze en demi-finale féminine des 57 kg.
Aira Villegas fête son 29e anniversaire avec le plus beau cadeau possible en remportant une victoire par décision unanime sur l'Algérienne Roumaysa Boualam le 2 août pour se qualifier pour les quarts de finale de la catégorie féminine des 50 kg. Elle conclut sa campagne aux Jeux olympiques de Paris avec une médaille de bronze après une défaite par décision unanime contre la Turque Buse Naz Cakiroglu en demi-finale des 50 kg féminins.
| Athlète         | Catégorie                     | 1/16e de finale                | 1/8e de finale               | Quart de finale             | Demi-finale                 | Finale              | Rang     |
| Athlète         | Catégorie                     | Adversaire Résultat            | Adversaire Résultat          | Adversaire Résultat         | Adversaire Résultat         | Adversaire Résultat | Rang     |
| --------------- | ----------------------------- | ------------------------------ | ---------------------------- | --------------------------- | --------------------------- | ------------------- | -------- |
| Eumir Marcial   | Mi-lourd hommes (-80 kg)      | Khabibullaev (UZB) Défaite 0–5 | Eliminé                      | Eliminé                     | Eliminé                     | Eliminé             | Eliminé  |
| Nesthy Petecio  | Poids plumes femmes (-57 kg)  | Lamboria (IND) Victoire 5–0    | Zidani (FRA) Victoire 4–1    | Zichun (CHN) Victoire 5–0   | Szeremeta (POL) Défaite 1–4 | Eliminé             |          |
| Aira Villegas   | Poids mouches femmes (-50 kg) | Moutaqui (MAR) Victoire 5–0    | Boualam (ALG) Victoire 5–0   | Lkhadiri (FRA) Victoire 3–2 | Çakıroğlu (TUR) Défaite 0–5 | Eliminé             |          |
| Carlo Paalam    | Poids plumes hommes (-57 kg)  | NC                             | Gallagher (IRL) Victoire 5–0 | Senior (AUS) Défaite 2–3    | Eliminé                     | Eliminé             | Eliminé  |
| Hergie Bacyadan | Poids moyens femmes (-75 kg)  | NC                             | Li (CHN) Défaite 0–5         | Eliminée                    | Eliminée                    | Eliminée            | Eliminée |

### Escrime
L'escrimeuse quitte les JO de Paris après une défaite serrée 15-12 face à la tête de série italienne Arianna Errigo en seizièmes de finale du fleuret individuel féminin.
Catantan met un terme à une campagne courageuse qui l'a vue battre la Brésilienne Mariana Pistoia en seizièmes de finale.
| Athlète           | Compétition        | 1/32 de finale         | Seizièmes de finale    | Huitièmes de finale | Quarts de finale | Demi-finales     | Finale           | Rang |
| Athlète           | Compétition        | Adversaire Score       | Adversaire Score       | Adversaire Score    | Adversaire Score | Adversaire Score | Adversaire Score | Rang |
| ----------------- | ------------------ | ---------------------- | ---------------------- | ------------------- | ---------------- | ---------------- | ---------------- | ---- |
| Samantha Catantan | Fleuret individuel | Pistoia Victoire 15–13 | Errigo\| Défaite 12–15 | Eliminée            | Eliminée         | Eliminée         | Eliminée         | 32e  |

### Golf
Deuxième participation aux Jeux pour Bianca Pagdanganan. Elle totalise 282, soit le meilleur classement d'un golfeur philippin aux Jeux olympiques, éclipsant la neuvième place de son ancienne coéquipière Yuka Saso aux Jeux de Tokyo.
Dottie Ardina a également bien performé pour les Philippines et a terminé à la 13e place ex-aequo en marquant un 68 le 4e jour, comme Pagdanganan, pour un total de 285.
| Athlète            | Compétition      | Scores | Scores | Scores | Scores | Total | Rang |
| Athlète            | Compétition      | Jour 1 | Jour 2 | Jour 3 | Jour 4 | Total | Rang |
| ------------------ | ---------------- | ------ | ------ | ------ | ------ | ----- | ---- |
| Dottie Ardina      | Épreuve féminine | 74     | 72     | 69     | 68     | 285   | 13e  |
| Bianca Pagdanganan | Épreuve féminine | 72     | 69     | 73     | 68     | 282   | 4e   |

### Gymnastique
Le Philippin Carlos Yulo a trois chances de remporter une médaille aux Jeux olympiques de Paris en se qualifiant pour les finales individuelles du concours général, des exercices au sol et du saut de cheval
Au Sol, il a obtient un score de 15,000 qui détrône l'Israélien Artem Dolgopyat, devenant ainsi le deuxième champion olympique des Philippines depuis l'haltérophilie Hidilyn Diaz aux Jeux de Tokyo. Dolgopyat s'est contenté de l'argent avec 14,966 points, tandis que le meilleur qualifié Jake Jarman a remporté le bronze avec 14,933 points.
| Athlète     | Compétition      | Qualifications | Qualifications | Qualifications | Qualifications | Qualifications    | Qualifications | Qualifications | Qualifications | Finale   | Finale         | Finale   | Finale   | Finale            | Finale     | Finale | Finale |
| Athlète     | Compétition      | Appareil       | Appareil       | Appareil       | Appareil       | Appareil          | Appareil       | Total          | Rang           | Appareil | Appareil       | Appareil | Appareil | Appareil          | Appareil   | Total  | Rang   |
| Athlète     | Compétition      | Sol            | Cheval d'arçon | Anneaux        | Saut           | Barres parallèles | Barre fixe     | Total          | Rang           | Sol      | Cheval d'arçon | Anneaux  | Saut     | Barres parallèles | Barre fixe | Total  | Rang   |
| ----------- | ---------------- | -------------- | -------------- | -------------- | -------------- | ----------------- | -------------- | -------------- | -------------- | -------- | -------------- | -------- | -------- | ----------------- | ---------- | ------ | ------ |
| Carlos Yulo | concours général | 14,766         | 13,066         | 13,000         | 14,683         | 14,466            | 13,466         | 83,631         | 9 (Q)          | 14,333   | 11,900         | 13,933   | 14,766   | 15,500            | 13,600     | 83,032 | 12     |
| Carlos Yulo | Sol              | 14,766         | -              | -              | -              | -                 | -              | 14,766         | 2 (Q)          | 15,000   | -              | -        | -        | -                 | -          | 15,000 |        |
| Carlos Yulo | saut de cheval   | -              | -              | -              | 14,683         | -                 | -              | 14,683         | 6 (Q)          | -        | -              | -        | 15,116   | -                 | -          | 15,116 |        |

Ruivivar a décroché une place à Paris après avoir décroché une impressionnante médaille d'argent lors de la finale des barres asymétriques de la dernière étape de la Coupe du monde FIG 2024 à Doha.
| Athlète        | Compétition      | Qualifications | Qualifications      | Qualifications | Qualifications | Qualifications | Qualifications | Finale   | Finale              | Finale   | Finale   | Finale   | Finale   |
| Athlète        | Compétition      | Appareil       | Appareil            | Appareil       | Appareil       | Total          | Rang           | Appareil | Appareil            | Appareil | Appareil | Total    | Rang     |
| Athlète        | Compétition      | Saut           | Barres asymétriques | Poutre         | Sol            | Total          | Rang           | Saut     | Barres asymétriques | Poutre   | Sol      | Total    | Rang     |
| -------------- | ---------------- | -------------- | ------------------- | -------------- | -------------- | -------------- | -------------- | -------- | ------------------- | -------- | -------- | -------- | -------- |
| Aleah Finnegan | concours général | 13,733         | 12,566              | 11,446         | 12,733         | 50,498         | 47e            | Eliminée | Eliminée            | Eliminée | Eliminée | Eliminée | Eliminée |
| Levi Ruivivar  | concours général | 13,600         | 13,200              | 11,466         | 12,733         | 51,099         | 41e            | Eliminée | Eliminée            | Eliminée | Eliminée | Eliminée | Eliminée |
| Emma Malabuyo  | concours général | 12,266         | 12,500              | 12,233         | 13,100         | 51,099         | 41e            | Eliminée | Eliminée            | Eliminée | Eliminée | Eliminée | Eliminée |

### Haltérophilie
Trois haltérophiles se qualifient lors du tournoi de Phuket en avril 2024.
Vanessa Sarno, native de Tagbilaran, Bohol âgée de 20 ans, a battu son propre record national à l'arraché avec 110 kg et a réussi 135 kg à l'épaulé-jeté pour une levée totale de 245 kg. Elle termine cinquième du tournoi dans sa catégorie.
John Ceniza de Cebu City, 25 ans, s'est assuré un billet pour Paris en se classant quatrième sur vingt-huit au classement général. Il a soulevé un total de 300 kg : 168 kg à l’épaulé-jeté et 132 kg à l’arraché. Blessé à l'épaule, il est éliminé prématurément dans la catégorie des 61 kg hommes .
Elreen Ando a soulevé un total de 228 kg – 100 à l'arraché et 128 à l'épaulé-jeté – pour se hisser dans le top 10 du classement de qualification olympique des 59 kg féminins. La Cebuana termine son deuxième séjour olympique sans médaille, mais elle bat son record personnel en épaulé-jeté de 2 kg.
Première et seule championne olympique du pays, Hidilyn Diaz a concouru dans la même catégorie de poids qu'Elreen Ando et n'a pu soulever qu'un total de 222 kg, soit 99 à l'arraché et 123 à l'épaulé-jeté. Elle ne participera pas à une quatrième olympiade.
| Athlète       | Compétition           | Arraché (kg) | Arraché (kg) | Arraché (kg) | Épaulé-jeté (kg) | Épaulé-jeté (kg) | Épaulé-jeté (kg) | Total    | Rang    |
| Athlète       | Compétition           | 1            | 2            | 3            | 1                | 2                | 3                | Total    | Rang    |
| ------------- | --------------------- | ------------ | ------------ | ------------ | ---------------- | ---------------- | ---------------- | -------- | ------- |
| John Ceniza   | Moins de 61 kg hommes | 125          | 125          | 125          | Abandon          | Abandon          | Abandon          | Abandon  | Abandon |
| Elreen Ando   | Moins de 59 kg femmes | 100          | 100          | 102          | 130              | 130              | 130              | 230 kg   | 6       |
| Vanessa Sarno | Moins de 71 kg femmes | 100          | 100          | 100          | Eliminée         | Eliminée         | Eliminée         | Eliminée | 12      |

### Judo
Deuxième participation de suite aux Jeux pour Kiyomi Watanabe.
| Athlète         | Compétition           | 1er tour                | 2e tour             | 3e tour             | Quart de finale     | Demi-finale         | Repêchage           | Finale / MB         | Rang |
| Athlète         | Compétition           | Adversaire Résultat     | Adversaire Résultat | Adversaire Résultat | Adversaire Résultat | Adversaire Résultat | Adversaire Résultat | Adversaire Résultat | Rang |
| --------------- | --------------------- | ----------------------- | ------------------- | ------------------- | ------------------- | ------------------- | ------------------- | ------------------- | ---- |
| Kiyomi Watanabe | Moins de 63 kg femmes | Tang (CHN) Défaite 0-10 | Éliminée            | Éliminée            | Éliminée            | Éliminée            | Éliminée            | Éliminée            | 17e  |

### Natation
Sanchez termine 15e sur 16 demi-finalistes avec un temps de 54,21 secondes, incapable de reproduire sa performance record des séries où elle avait établi un nouveau record des philippines à 53,67 secondes.
| Athlète       | Épreuve                 | Série    | Série | Demi-finale | Demi-finale | Finale   | Finale   |
| Athlète       | Épreuve                 | Temps    | Rang  | Temps       | Rang        | Temps    | Rang     |
| ------------- | ----------------------- | -------- | ----- | ----------- | ----------- | -------- | -------- |
| Jarod Hatch   | 100 m papillon hommes   | 54,66    | 36    | Eliminé     | Eliminé     | Eliminé  | Eliminé  |
| Kayla Sanchez | 100 m nage libre femmes | 53,67 NR | 10 Q  | 54.21       | 15          | Eliminée | Eliminée |

## Galerie

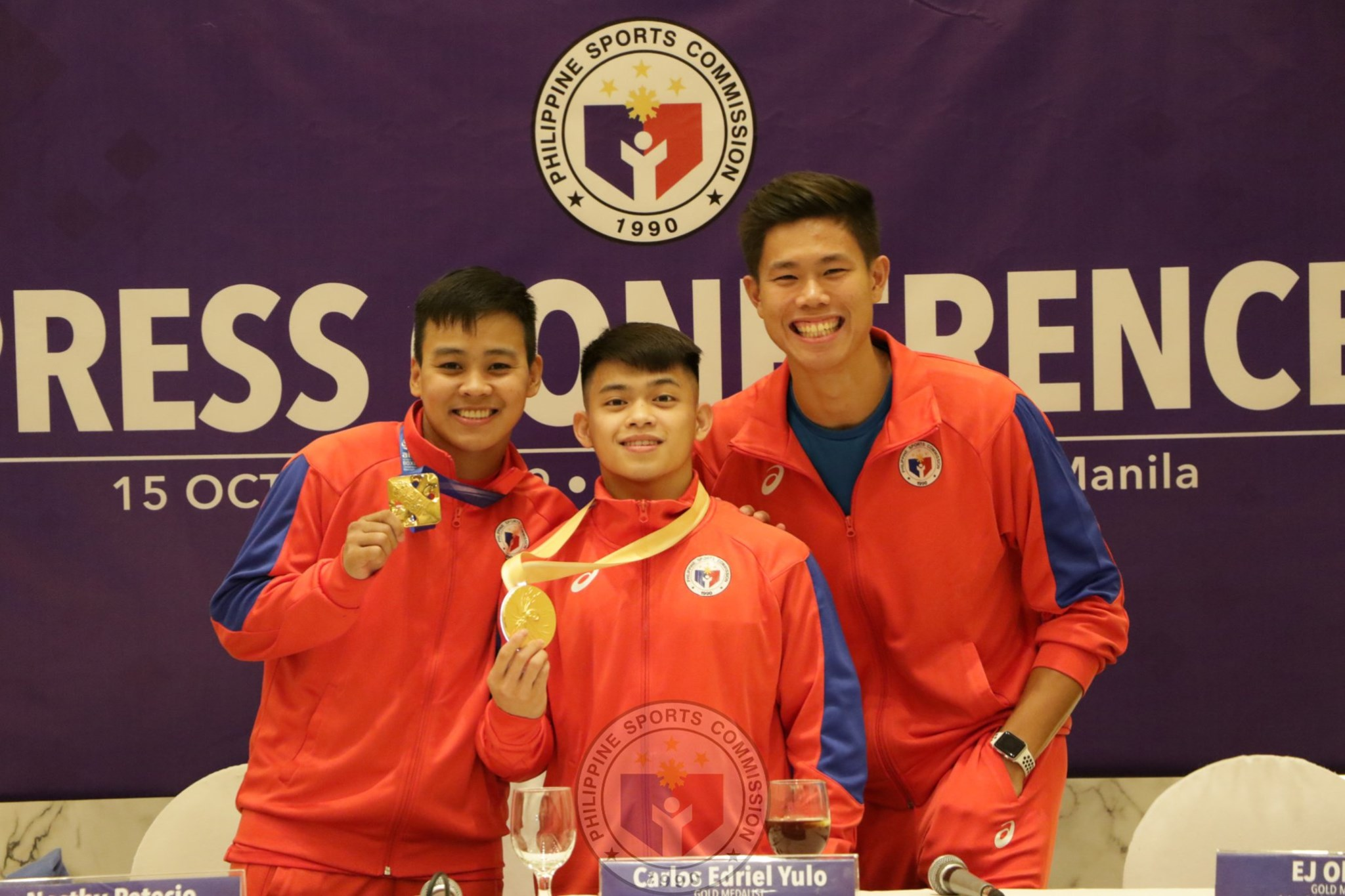
Nesthy Petecio, Carlos Yulo et EJ Obiena en 2019
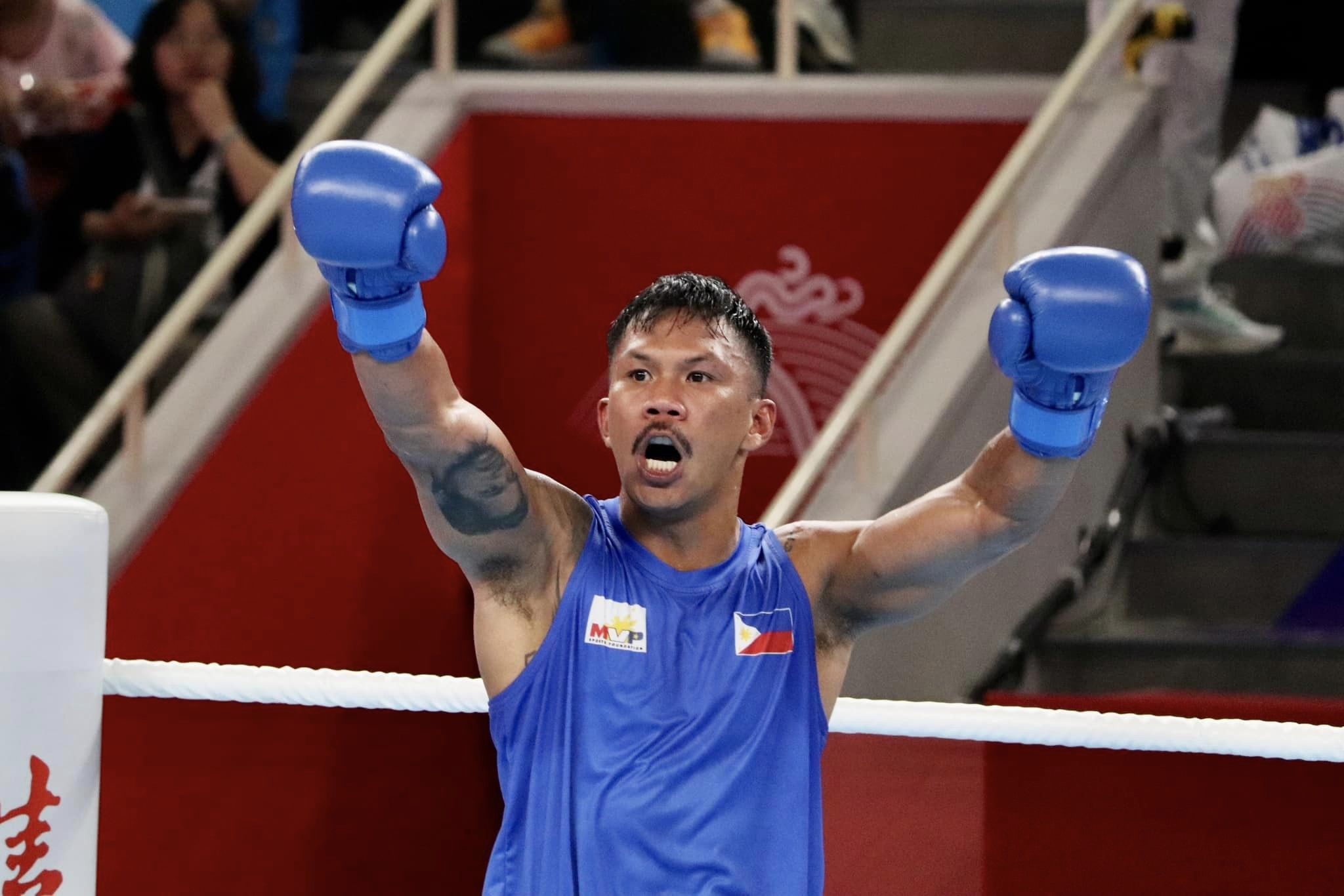
Eumir Marcial
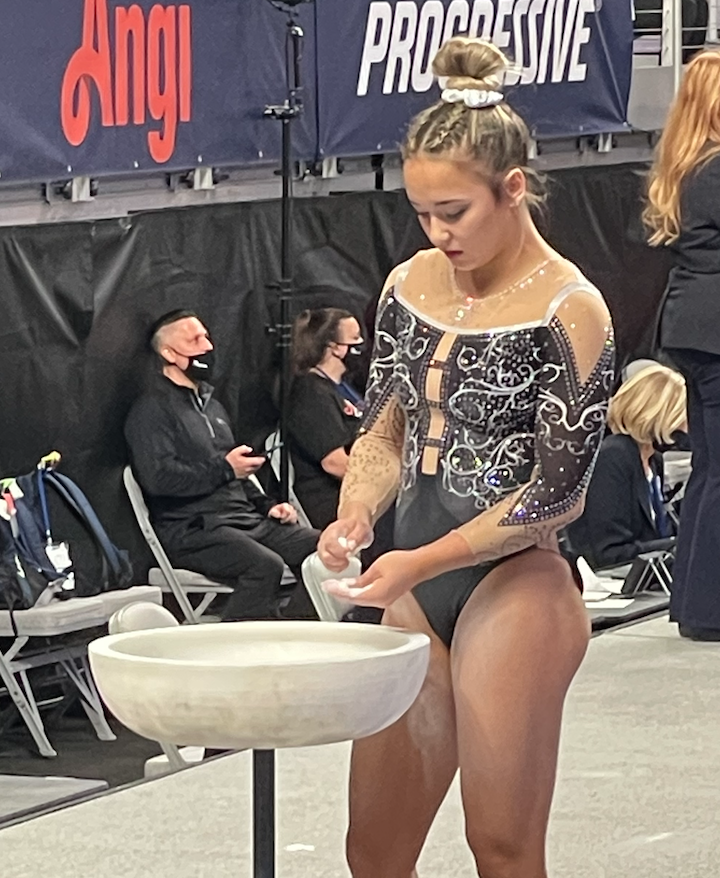
Aleah Finnegan en 2021